# Copidosoma paralios
Copidosoma paralios is een vliesvleugelig insect uit de familie Encyrtidae. De wetenschappelijke naam is voor het eerst geldig gepubliceerd in 1985 door Sharkov.